# Çavdarhisar

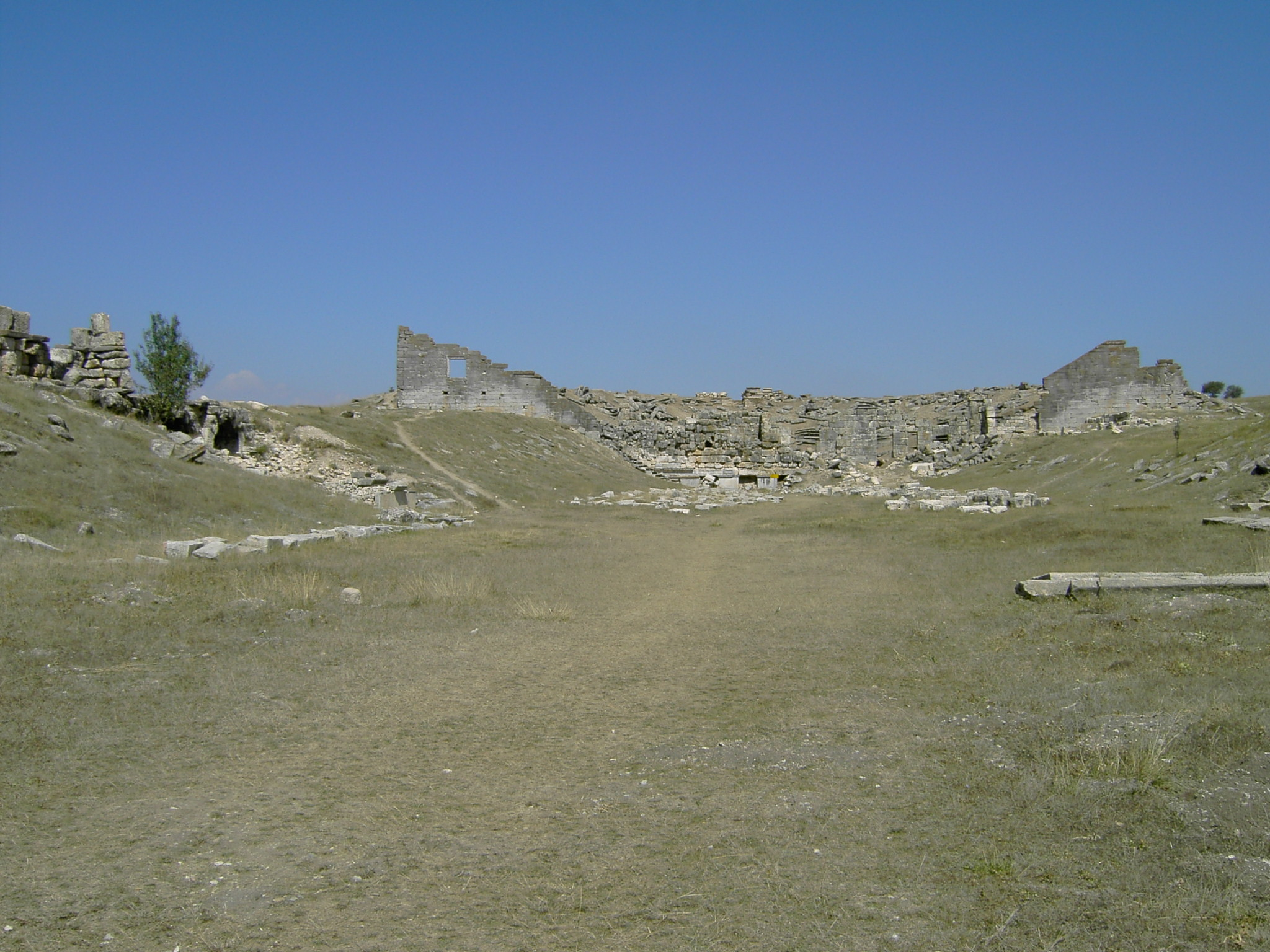
Stadion und Theater von Aizanoi

Çavdarhisar ist eine Stadt und Hauptort des gleichnamigen Landkreis der türkischen Provinz Kütahya. Die Stadt liegt etwa 40 Kilometer südwestlich der Provinzhauptstadt Kütahya (58 Straßenkilometer). Die im Stadtlogo manifestierte Jahreszahl (1967) dürfte ein Hinweis auf das Jahr der Erhebung zur Stadtgemeinde (Belediye) sein.
Der Landkreis liegt im Zentrum der Provinz. Er grenzt im Süden und Südwesten an den Kreis Gediz, im Norden an den Kreis Emet und im Osten an den Kreis Aslanapa. Die Kreisstadt liegt an der Fernstraße D240, die von Bergama an der Ägäisküste bis Kütahya führt. Durch den Ort fließt der Fluss Bedir Çayı, der antike Penkalas, ein linker Nebenfluss des Kocaçay. Er wird südwestlich der Stadt von der Çavdarhisar-Talsperre aufgestaut.
Der Kreis wurde 1990 durch das Gesetz Nr. 3644[] aus den Dörfern mehrere Kreise gebildet: vom Kreis Gediz (Merkez Bucağı) kamen sechs Dörfer, vom Kreis Emet (Örencik Bucağı) kamen elf Dörfer und die beiden Belediye (Stadtgemeinden) Çavdarhisar (1985: 2539) und Hacıbekir (1504 Einw.). Das Dorf Çakmak (1985: 220 Einw.) aus dem Kreis Aslanapa komplettierte die abgespaltenen Einheiten. Nach der Eigenständigkeit zählte der neue Kreis zur Volkszählung am 21. Oktober 1990 12.280 Einwohnern, davon ein Drittel (4035) in der Kreisstadt.
Ende 2020 umfasste der Landkreis Çavdarhisar neben der Kreisstadt 23 Dörfer (Köy) mit durchschnittlich 175 Bewohnern. Die Palette der Einwohnerzahlen reichte von 538 (Hacıkebir) herab bis auf 40 (Efeler). zehn Dörfer waren „überdurchschnittlich besiedelt“, hatten also mehr Einwohner als der Durchschnitt (175). Die Bevölkerungsdichte lag unter dem Provinzdurchschnitt (14,2 ÷ 49,6 Einw. je km²).

## Sehenswürdigkeiten
In Çavdarhisar und westlich der Stadt liegen die Ruinen des antiken Aizanoi. Dazu gehören der Zeustempel, eine Kombination aus Stadion und Theater, ein Bad und die Penkalasbrücke.